# Alfred Braunschweiger
Alfred Braunschweiger (ur. 16 października 1885 w Stuttgarcie, zm. 29 czerwca 1952 tamże) – niemiecki skoczek do wody, uczestnik igrzysk olimpijskich w 1904 w Saint Louis.
Podczas igrzysk olimpijskich w 1904 zajął 4. miejsce w  skokach do wody z trampoliny. Braunschweiger i Frank Kehoe uzyskali tę samą notę i mieli rozegrać dogrywkę o brązowy medal. Braunschweiger jednak odmówił udziału twierdząc, że jego skoki były wyraźnie lepsze. W tej sytuacji brązowy medal przypadł Kehoe. Jednak dwa lata później oficjalnie ogłoszono, że obaj skoczkowie zajęli to samo miejsce. Międzynarodowy Komitet Olimpijski wymienia tylko Kehoe jako medalistę.